# کمپ اودانل
کمپ اودانل‌ (به اسپانیایی: Campo de O'Donnell) یک ورزشگاه چند منظوره در مادرید، اسپانیا بود. این استادیوم را نباید با Campo de O'Donnell (اتلتیکو مادرید) که به همین نام مشترک بود و در ۲۰۰ متر (۷۰۰ فوت) قرار داشت، اشتباه گرفت. دور در همان بلوار. این در ابتدا یک میدان (کمپ) در منطقه اودانل، در کنار بلوار اصلی به نام کاله د اودانل بود. این ورزشگاه در سال ۱۹۱۲ به ورزشگاه خانگی رئال مادرید تبدیل شد. ظرفیت ورزشگاه ۵٬۰۰۰ تماشاگر بود. در سال ۱۹۲۳، رئال مادرید به Campo de Ciudad Lineal نقل مکان کرد و کاله د اودانل تعطیل شد.
کمپ اودانل میزبان چهار فینال کوپا دل ری، در سال‌های ۱۹۰۸، ۱۹۰۹، ۱۹۱۳ و ۱۹۱۸ بود.